# Acontius aculeatus
Acontius aculeatus is een spinnensoort uit de familie Cyrtaucheniidae. De soort komt voor in Equatoriaal-Guinea.